# یواس‌اس وابش (آی‌دی-۱۸۲۴)
یواس‌اس وابش (آی‌دی-۱۸۲۴) (به انگلیسی: USS Wabash (ID-1824)) یک کشتی بود که طول آن ۳۹۳ فوت ۰ اینچ (۱۱۹٫۷۹ متر) بود. این کشتی در سال ۱۹۰۰ ساخته شد.